# ジェーニャ・カタバ
ジェーニャ・カタバ（Zhenya Katava、1994年3月31日 - ）は、ベラルーシ共和国ボリソフ出身のフランスパリで活動するファッションモデル、タレント。

## 来歴
- 2011年 - ファッションモデルとしての活動は、コステロ・タリアピエトラ主催のファッションショーに起用され、デビューを飾った。
- 2012年 - 前年の評価を得て、ジョルジョ・アルマーニやエルマノ・セルビコの各ショーに起用された。
- 2013年 - タニア・テイラー、フィリップ・プレイン、レイチェル・ゾーイ、ナイーム・カーン、ニコル・ミラーの各ショーに起用され、活動の幅が広がった。他には、ドルチェ&ガッバーナやクシュニーEオークスのショーにも出演した。
- 2016年2月 - ヨシ・ミハエルのプロデュースで、ハーパーズ・バザー・セルビア版の表紙に採用された。
- 2017年 - 新たに香水ブランドのティエリー・ミュグレーと契約した。

## 人物
- 身体的な特徴は、身長が180cm、頭髪が茶色、目が緑である。
- ベラルーシ国立モデル学校の出身で、プロモデルの国家資格を持つ。
- 交友関係では、ロシア出身のモデル、アーサー・クリコフと婚約している。